# Pedro Muléns
Pedro Isaac Muléns Herrera (ur. 22 grudnia 1985) – kubański zapaśnik w stylu klasycznym. Olimpijczyk z Londynu 2012, gdzie zajął piąte miejsce w kategorii 66 kg.
Brąz na mistrzostwach świata w 2009 i 2011. Pierwszy na igrzyskach panamerykańskich w 2011 i mistrzostwach panamerykańskich w 2009, 2010 i 2012 roku.